# Urbs (Musiker)
Urbs (eigentlich Paul Nawrata) ist ein österreichischer Musiker.
Im Jahr 2006 war er nominiert für den FM4 Award, der im Rahmen der Amadeus Austrian Music Award verliehen wird. Sein musikalischer Stil bewegt sich zwischen den Polen Hip Hop, Downtempo und Triphop. Sein Album Toujours Le Meme Film von 2005 wurde co-produziert von Peter Kruder.

## Diskografie
Alben:
- 2001: Urbs & Cutex – Breaks Of Dawn (Hong Kong Recordings)
- 2003: Urbs & Cutex – Peace Talks! (Hong Kong Recordings)
- 2005: Urbs – Toujours Le Meme Film (G-Stone Recordings / Soul Seduction Vienna / Black Market)
- 2017: Urbs – Urbs (Beat Art Department/Compost Records)
- 2023: Urbs – Geheimland (Compost Records)

EPs:
- 1997: Urbs & Chaoz – The Beauty And The Beats (Uptight Records)
- 1997: Urbs & Chaoz – Closer To God Remixes (Uptight Records)
- 2007: Urbs – Diamonds EP (Hong Kong Recordings)
- 2017: Urbs – Remix E.P. Vol. 1 (Beat Art Department/Compost Records)
- 2017: Urbs – Remix E.P. Vol. 2 (Beat Art Department/Compost Records)